# Lertjärnen (Norrbärke socken, Dalarna)
Lertjärnen är en sjö i Smedjebackens kommun i Dalarna och ingår i Norrströms huvudavrinningsområde. Sjöns area är 0,01 kvadratkilometer och den är belägen 241 meter över havet.